# Колін Арчер
Колін Арчер (норв. Colin Archer; 22 липня 1832 — 3 лютого 1921) — відомий норвезький кораблебудівник, конструктор яхт.
Народився в Норвегії в сім'ї шотландських емігрантів, які переїхали в 1825 році. Жив і працював у Ларвіку.
Увійшов в історію як творець легендарного корабля «Фрам», на якому в кінці XIX століття Фрітьоф Нансен здійснив спробу підкорення Північного полюса, а в 1911 Руаль Амундсен на цьому ж судні висадився в Антарктиді і підкорив Південний полюс.
Відомий як творець дуже надійних і безпечних суден.
На честь Коліна Арчера названа вітрильна регата «Colin Archer Memorial Race».